# Caecilia subnigricans
Caecilia subnigricans (em espanhol, Cecilia Gris) é uma espécie de anfíbio gimnofiono. Está presente na Colômbia e na Venezuela. Pode ser encontrada em floresta tropical húmida de baixa altitude.